# Daesiidae
Famille
Synonymes
- Amacataidae Muma, 1971

Les Daesiidae sont une famille de solifuges.
Cette famille comprend 28 genres actuels et près de 220 espèces.

## Distribution
Les espèces de cette famille se rencontrent en Asie, en Europe du Sud, en Afrique et dans le Sud de l'Amérique du Sud.

## Liste des genres
Selon Solifuges of the World (version 1.0) :
- Blossiinae Roewer, 1933
  - Blossia Simon, 1880
  - Blossiana Roewer, 1933
- Daesiinae Kraepelin, 1899
  - Biton Karsch, 1880
  - Bitonota Roewer, 1933
  - Bitonupa Roewer, 1933
  - Daesiola Roewer, 1933
- Gluviinae Roewer, 1933
  - Eberlanzia Roewer, 1941
  - Gluvia C.L. Koch, 1842
  - Gluviola Roewer, 1933
  - Haarlovina Lawrence, 1956
  - Mumaella Harvey, 2002
- Gluviopsinae Roewer, 1933
  - Gluviopsida Roewer, 1933
  - Gluviopsilla Roewer, 1933
  - Gluviopsis Kraepelin, 1899
  - Gluviopsona Roewer, 1933
- Gnosippinae Roewer, 1933
  - Gnosippus Karsch, 1880
  - Hemiblossia Kraepelin, 1899
  - Hemiblossiola Roewer, 1933
  - Tarabulida Roewer, 1933
- Namibesiinae Wharton, 1981
  - Namibesia Lawrence, 1962
- Triditarsinae Roewer, 1933
  - Hodeidania Roewer, 1933
  - Triditarsula Roewer, 1933
  - Triditarsus Roewer, 1933
- sous-famille indéterminée
  - Ammotrechelis Roewer, 1934
  - Ceratobiton Delle Cave & Simonetta, 1971
  - Gluviella Caporiacco, 1948
  - Syndaesia Maury, 1980
  - Valdesia Maury, 1981
  - †Palaeoblossia Dunlop, Wunderlich & Poinar, 2004, avec une seule espèce : Palaeoblossia groehni

## Publication originale
- Kraepelin, 1899 : Zur Systematik der Solifugen. Mitteilungen aus dem Naturhistorischen Museum in Hamburg, vol. 16, p. 195–259 (texte intégral).